# روبي كون
روبي كون (بالإنجليزية: Ruby Cohn)‏ هي كاتِبة أمريكية، ولدت في 13 أغسطس 1922 في كولومبوس في الولايات المتحدة، وتوفيت في 18 أكتوبر 2011 في أوكلاند في الولايات المتحدة.